# Église Saint-Rémi de La Neuville-lès-Dorengt
L'église Saint-Rémi de La Neuville-lès-Dorengt est une église située à La Neuville-lès-Dorengt, en France.

## Localisation
L'église est située sur la commune de La Neuville-lès-Dorengt, dans le département de l'Aisne.